# Caduta libera
Un corpo si definisce in caduta libera quando esso è sottoposto alla sola forza gravitazionale.
Tale definizione implica che il corpo possa anche non cadere nel senso comune del termine, in quanto a seconda delle condizioni iniziali può, ad esempio, orbitare (i pianeti intorno al Sole sono in caduta libera) oppure anche allontanarsi all'infinito.
(Fonte mancante)
In relatività generale la definizione perde significato perché la gravità è considerata la curvatura stessa dello spazio-tempo e quindi un corpo in caduta libera non ha forze che agiscono su di lui.
Il moto di un corpo in caduta libera può essere studiato usando la sola cinematica: quest'ultima, infatti, ci permette di studiare il fenomeno senza considerare le cause che lo determinano.

## Formule del moto
Nell'ipotesi di caduta libera, un corpo è soggetto a un'accelerazione che si manifesta in direzione radiale verso il centro di un pianeta. Per i corpi che cadono liberamente per brevi percorsi (come nel caso di cadute da piccole altezze), l'accelerazione può essere ritenuta costante, sia in modulo che in direzione. In tal caso, il moto di caduta libera può essere considerato un moto rettilineo uniformemente accelerato.
Scelto il sistema di riferimento in modo che l'asse z sia rivolto verso il basso, l'accelerazione ha la forma:
(1) {\displaystyle \;{\vec {a}}={\frac {d{\vec {v}}}{dt}}=g=cost}
dove g è l'accelerazione di gravità (indipendente dalle coordinate, secondo l'ipotesi formulata). La soluzione è quella di trovare le equazioni del moto del corpo. A tale scopo si può integrare la (1) rispetto ad un intervallo di tempo generico:
{\displaystyle \int _{v_{0}}^{v(t)}d{\vec {v}}(t)=\int _{t_{0}}^{t}g{dt}}
dove {\displaystyle v(t_{0})=v_{0}}. Otteniamo:
(2) {\displaystyle \;v(t)={\frac {dz}{dt}}=gt+v_{0}}
che è l'equazione della velocità (anch'essa rettilinea e diretta verso il basso) per il nostro corpo. Integrando nuovamente la (2):
(3) {\displaystyle \;\int _{z_{0}}^{z(t)}dz(t)=\int _{t_{0}}^{t}gt\,dt+\int _{t_{0}}^{t}v_{0}\,dt\,\Longrightarrow \,z(t)={\frac {1}{2}}gt^{2}+v_{0}t+z_{0}}
Questa è l'equazione del moto per il corpo in caduta libera. Ovviamente {\displaystyle z_{0}} è l'altezza cui il corpo viene lasciato e, poiché la scelta del sistema di riferimento è arbitraria, possiamo sempre fare in modo che essa coincida con zero, oppure con h, cioè la quota iniziale. D'altra parte {\displaystyle v_{0}} è la velocità iniziale del corpo: se esso viene lasciato cadere, allora {\displaystyle v_{0}=0}; se invece il corpo viene lanciato verso il basso, o verso l'alto, allora {\displaystyle v_{0}\neq 0} ({\displaystyle v_{0}} sarà positivo o negativo a seconda dei due casi).
Si noti come da un certo punto in poi non si sia usata la notazione vettoriale perché il moto si svolge lungo una linea retta: dunque si abusa legittimamente della notazione, come ad esempio {\displaystyle v={\dot {z}}}, intendendo che è la derivata rispetto al tempo della coordinata spaziale. Così anche {\displaystyle a={\ddot {z}}}.

## Tempo di caduta
Dalla (2) si può ricavare il tempo di caduta del corpo:
{\displaystyle t_{cad}={\frac {v(t)-v_{0}}{g}}}

## Variante del moto
Una variante del moto in caduta libera è il lancio di un corpo verticalmente verso l'alto. In tal caso scegliamo un sistema di riferimento composto dall'asse 'z' ma rivolto verso l'alto. In tal caso le equazioni (1), (2), (3) rimangono invariate eccetto che per il segno dell'accelerazione di gravità che stavolta è negativo.
In questo caso il corpo raggiunge una certa quota partendo da {\displaystyle z_{0}=0}, e questo implica innanzitutto che la velocità iniziale non è mai nulla (altrimenti significherebbe che il corpo non si è mai mosso), e successivamente raggiunge la massima quota h per poi ridiscendere verso terra. Questo implica che la velocità si annulla nel punto di inversione del moto, esattamente al tempo:
{\displaystyle t_{inv}={\frac {v_{0}}{g}}}
(ottenuto dalla (2) per {\displaystyle v(t)=0}) a cui corrisponde un'altezza massima (cioè la quota massima):
{\displaystyle z_{max}=h_{max}={\frac {v_{0}^{2}}{2g}}}
ottenuta sostituendo il valore del tempo di inversione nella (3), per {\displaystyle v_{0}=0}.
L'istante di caduta al suolo è quello per cui {\displaystyle z=0} e risolvendo la (3):
{\displaystyle z(t)={\frac {1}{2}}gt^{2}+v_{0}t=0}
le cui soluzioni sono due: una di queste è da scartare perché negativa (significherebbe che il tempo è negativo), l'altra soluzione sarà semplicemente:
{\displaystyle t_{cad}={\frac {2v_{0}}{g}}=2t_{inv}}
con velocità finale corrispondente: {\displaystyle v_{fin}=-v_{0}=-{\sqrt {2gh_{max}}}}.
Dunque in questo caso il moto è uniformemente decelerato per {\displaystyle t<t_{inv}} e uniformemente accelerato per {\displaystyle t>t_{inv}}.